# 楊翥
楊 翥（よう しょ、1369年 - 1453年）は、明代の官僚。字は仲挙。本貫は蘇州呉県。

## 生涯
幼くして父を失い、貧困の中で成長した。兄が一兵士として武昌に赴くのに従い、自給自足の生活を送った。楊士奇の身分が低かったとき、楊翥のもとに流寓すると、楊翥は館舎を楊士奇に譲って、自分は他所で教授した。楊士奇が高位に上ると、楊翥を経学に明るく修養につとめた人物として推薦した。1425年（洪熙元年）、宣徳帝が吏部で試用を命じると、楊翥は帝の意にかなった。10月、行在翰林院検討に任じられた。1430年（宣徳5年）5月、翰林院修撰に進んだ。1440年（正統5年）10月、郕王府右長史に転じた。長らくを経て、老齢のため引退して帰郷した。1449年（正統14年）9月、郕王朱祁鈺（景泰帝）が即位すると、楊翥は入朝して兵部右侍郎に任じられた。ほどなく礼部左侍郎に転じた。1452年（景泰3年）7月、礼部尚書に進み、禄を給与されたまま致仕した。1453年（景泰4年）11月辛巳、死去した。享年は85。著書に『晞顔先生詩』1巻があった。
子に楊珒があり、呉県主簿に任じられた。